# Cabin Fever
Cabin Fever is een Amerikaanse horrorfilm uit 2002, geschreven en geregisseerd door Eli Roth. Hierop verscheen in 2009 een vervolg getiteld Cabin Fever 2: Spring Fever, waarmee Roth niets te maken had. In 2014 verscheen een prequel genaamd Cabin Fever: Patient Zero. Er verscheen in 2016 een remake van het origineel.
De film is in de stijl gemaakt van het klassieke exploitatie-horrorgenre, waaronder ook films als The Evil Dead en The Texas Chainsaw Massacre gerekend worden. Kenmerkend aan dit soort films is het aantal scènes met bloed en ingewanden. Deze films werden vooral gemaakt in de jaren 70 van de 20e eeuw. Hoewel de verhaallijnen van dit soort films meestal flinterdun zijn, heeft Roth in Cabin Fever geprobeerd enig psychologisch drama toe te voegen.
De film kostte 1,5 miljoen dollar, maar bracht 22 miljoen dollar op. De dvd-verkoop bracht nog eens 100 miljoen dollar op. In 2003 was het Lion's Gates goedkoopste productie en tegelijkertijd de succesvolste. Dogma films uit Noorwegen bracht een vrij bloedarme remake uit.

## Verhaal
Vijf vrienden gaan na het behalen van hun diploma genieten van hun vakantie in een vakantiehuisje in de bossen.
Een van hen (Bert) loopt, als hij op eekhoorntjes jaagt, een vreemde man (Henry the Hermit) tegen het lijf. Deze man zit onder het bloed en vraagt om hulp. Later zal blijken dat hij een vleesetend virus heeft. Bert schrikt en waarschuwt de man uit zijn buurt te blijven. Als de man echter op hem af loopt en nogmaals om hulp vraagt, schiet Bert zijn geweer af in de richting van de man en rent weg.
Later die avond klopt de man aan bij het huisje waar de vijf vrienden verblijven en vraagt nogmaals om hulp. In eerste instantie willen ze hem een deken aanbieden, maar als de man Bert herkent en deze de deur dichtsmijt, beginnen de vrienden te schreeuwen dat ze hem moeten helpen. Als ze hem echter in hun auto zien zitten, schreeuwen ze naar hem dat hij de auto uit moet.
Hij doet dit niet en ze beginnen hem met stokken te slaan. Bert schiet met zijn geweer op de auto. De vrienden weten de man uit de auto te verjagen en steken hem in brand. Brandend en schreeuwend om hulp rent hij weg.
De zieke man blijkt later in het water te liggen en zo voor de besmetting van het vleesetende virus te zorgen. Eerst wordt Karen ziek, nadat ze een glaasje water gedronken heeft. Daarna worden de anderen ook een voor een ziek. Een van hen krijgt het virus echter niet, maar als hij terugkeert in het huisje en blij uitroept dat hij het overleefd heeft, wordt hij neergeschoten door de politie.
Aan het einde van de film is nog te zien hoe twee kinderen een ton vullen met het besmette water en daarvan limonade maken. De politiemannen drinken deze limonade. Ten slotte is te zien hoe een volle tankwagen met water weg rijdt.

## Rolverdeling
- Rider Strong - Paul
- Jordan Ladd - Karen
- James DeBello - Bert
- Cerina Vincent - Marcy
- Joey Kern - Jeff